# Blue Train
Blue Train es un álbum de jazz de John Coltrane, publicado en 1957. Es considerado por muchos como el primer álbum auténticamente de solos de Coltrane, el primer grabado con músicos y canciones exclusivamente de su elección. Todas las piezas fueron compuestas por Coltrane, excepto una ("I'm Old Fashioned", de Jerome Kern y Johnny Mercer). La pista que da nombre al disco es larga, un blues rítmicamente heterogéneo con un melancólico tema en tonalidad menor que gradualmente cambia a tonalidad mayor durante el primer coro de Coltrane. "Locomotion" también es una melodía en clave blues. Mientras que el siguiente LP de Coltrane, Giant Steps, traería un trasfondo melódico y armónico al jazz, Blue Train, en cambio, se adhiere al estilo hard bop de la época. Dos de las piezas del disco, "Moment's Notice" y "Lazy Bird" se convertirían en un anticipo a los cambios que Coltrane desarrollaría (el musicólogo Lewis Porter además ha demostrado una relación armónica entre "Lazy Bird" de Coltrane y "Lady Bird" de Tadd Dameron).
Blue Train continúa siendo un disco muy popular, y durante una entrevista en 1960 Coltrane lo definió como su álbum favorito de entre los de autoría propia hasta aquel momento. El LP original fue remasterizado a CD en una publicación de 1990. En 1997 fue publicadoThe Ultimate Blue Train, añadiendo dos tomas alternativas. En 2003, fue editada una edición en Super Audio CD, además de otra remasterización.

## Listado de pistas
En el LP de 1957, figuraban las siguientes pistas:
1. "Blue Train"  (10:43)
2. "Moment's Notice"  (9:10)
3. "Locomotion"  (7:14)
4. "I'm Old Fashioned"  (7:58)
5. "Lazy Bird"  (7:00)

Tomas alternativas que venían incluidas en el CD de 1990:
1. "Blue Train" (Tomas alternativa)  (9:58)
2. "Lazy Bird" (Tomas alternativa)  (7:12)

## Personal
- John Coltrane - Saxofón tenor
- Lee Morgan - Trompeta
- Curtis Fuller - Trombón
- Paul Chambers - Bajo
- Kenny Drew - Piano
- Philly Joe Jones - Batería